# دریای هبرید

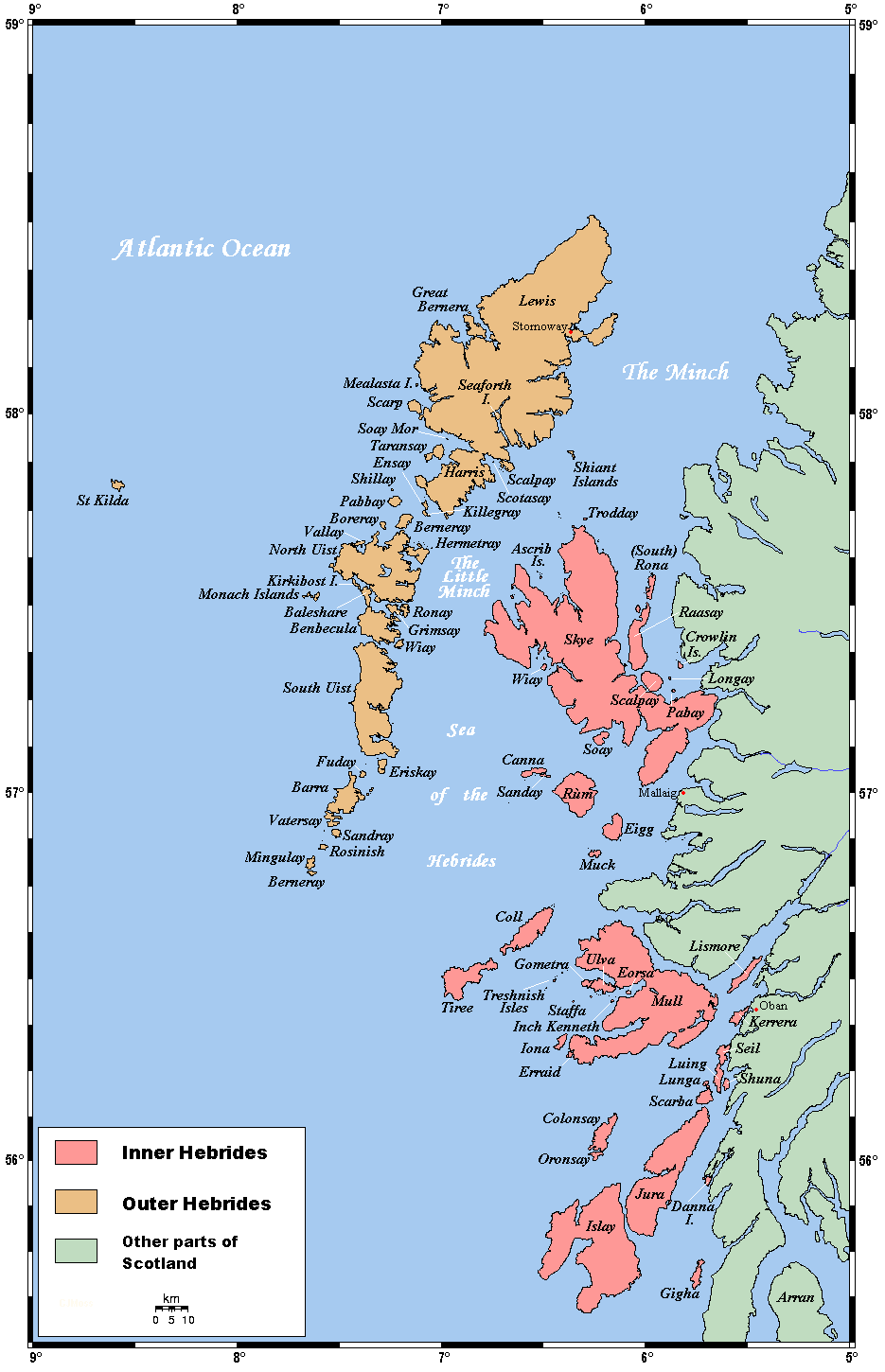
موقعیت دریای هبرید

دریای هبرید (به انگلیسی: Sea of the Hebrides) یا خلیج هبرید، بخشی از آب‌های اقیانوس اطلس شمالی است که در شمال‌غربی سواحل اسکاتلند در جنوب دریای مینچ، بین بخش جنوبی هبرید بیرونی و بخش شمالی هبرید داخلی قرار دارد. جزایر کوچک کانا، ایگ، رام و ماک در هبرید داخلی در این دریا واقع شده‌اند و بارا و اویست جنوبی در هبرید خارجی توسط این دریا از سرزمین اصلی اسکاتلند جدا می‌شوند. دریای هبرید همچنین با جزیره اسکای و تنگه لیتل مینچ در شمال و تایری و کول در جنوب خود هم‌مرز است.